# Parastrangalis shaowuensis
Parastrangalis shaowuensis là một loài bọ cánh cứng trong họ Cerambycidae.